# Agriotypus kambaitensis
Agriotypus kambaitensis là một loài tò vò trong họ Ichneumonidae.